# Aleksander Jełowicki
Aleksander Jełowicki CR (ur. 18 grudnia 1804 w Hubniku, zm. 15 kwietnia 1877 w Rzymie) – polski pisarz, poeta, tłumacz i wydawca, uczestnik powstania listopadowego, poseł na sejm 1830–1831 roku z ziem zabranych z powiatu hajsyńskiego, emigrant we Francji, działacz społeczny, przełożony Polskiej Misji Katolickiej w Paryżu, zakonnik. Jełowicki wydał własnym nakładem m.in. III część Dziadów (1832), Księgi narodu polskiego i pielgrzymstwa polskiego (1832) i Pana Tadeusza (1834) Adama Mickiewicza. W latach 1835–1838 z Eustachym Januszkiewiczem i Stefanem Dembowskim prowadził w Paryżu Drukarnię i Księgarnię Polską – pod firmą, „Jełowicki i S-ka”.

## Młodość
Był drugim synem Wacława i Honoraty z Jaroszyńskich (pierwszym był Edward, trzecim Eustachy Jełowicki); bracia mieli siostrę – Hortensję za Piotrem Sobańskim.

### Nauka
Pierwsze nauki Aleksander odbywał w domu, pod kierunkiem ks. Skiby, bazylianina. Od trzeciej klasy uczył się z braćmi: – Edwardem i Eustachym w gimnazjum w Winnicy, które ukończył w roku 1820, a jesienią następnego roku wstąpił na Wydział Filozoficzny Akademii Krakowskiej. Już wówczas pisał rozprawki filozoficzne, które prof. J. Sołtykowicz odczytywał na wykładach.
W roku 1824, na żądanie wielkiego księcia Konstantego, przeniósł się do Warszawy i na Królewskim Uniwersytecie Warszawskim uzyskał w 1825 r. stopień magistra nauk filozoficznych. (Według R. Bieleckiego na Uniwersytecie Warszawskim studiował prawo i administrację). Jednocześnie uczęszczał na wykłady literatury polskiej Ludwika Osińskiego i Kazimierza Brodzińskiego.
Pod koniec 1825 r. wrócił do Hubnika, gdzie zajmował się gospodarką. Przełożył wówczas, pod wpływem choroby ojca, głośną książkę chirurga Le Roy: Medycyna wyleczająca, którą wydał własnym kosztem w roku 1829 w Warszawie, przeznaczając dochód ze sprzedaży na ubogich. W następnym 1826 r. śpieszył ze skuteczną pomocą chorującym na cholerę.

### Powstanie listopadowe

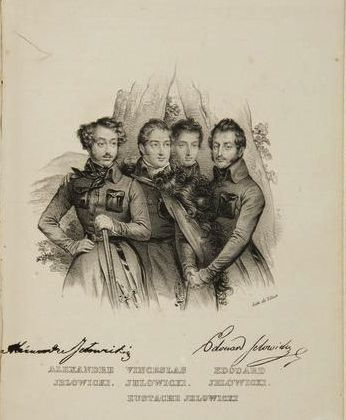
Bracia Jełowiccy z ojcem, Wacławem

W powstaniu listopadowym, z ojcem i braćmi, walczył w bitwach pod Daszowem, Tywrowem, Obodnem i Majdanem. W powstaniu miał stopień podporucznika. Pełnił też obowiązki adiutanta – sekretarza gen. B. Kołyszki, pisał dla niego odezwy, w imieniu generała przemawiał oraz odbierał przysięgę na wierność Ojczyźnie, której tekst sam ułożył. Po upadku powstania na Podolu, szukał schronienia w Galicji, lecz został uwięziony przez Austriaków. W końcu czerwca przedostał się do Warszawy. Wstąpił do Legii litewsko-ruskiej jako podporucznik. 9 lipca 1831 wszedł do Sejmu, jako poseł hajsyński. Na jednym z posiedzeń sejmowych odczytał własny opis powstania na Podolu. Był członkiem Towarzystwa Patriotycznego i Komitetu Ziem Ruskich, którego celem była agitacja polityczna za podjęciem nowej wyprawy na wschód. Wziął udział w obronie Warszawy, jako kanonier artylerii gwardii. 4 października 1831 otrzymał złoty krzyż Virtuti Militari nr 3706, z którego rezygnował na rzecz powstańców podolskich.
Po obronie Warszawy i upadku powstania, udał się z Sejmem do Zakroczymia, a następnie przez Prusy, wyjechał do Galicji. Po półrocznym pobycie we Lwowie, na wieść o powołaniu Sejmu na emigracji, przez Saksonię, Bawarię i Księstwo Badenii przyjechał wraz z Mickiewiczem i Domeyką do Paryża 21 lipca 1832 r. W tym czasie oficjalnie ogłoszono konfiskacje majątków rodziny Jełowickich.

### Emigracja
W Paryżu wziął czynny udział w pracach komisji poselskiej, powołanej dla zredagowania memoriału o prześladowaniach carskich w Polsce. Był członkiem sejmu powstańczego na emigracji. Był członkiem Towarzystwa Litewskiego i Ziem Ruskich w Paryżu w 1832 roku. Był współzałożycielem i sekretarzem Stowarzyszenia Naukowej Pomocy Młodzieży, o którym w grudniu 1832, wspólnie z Mochnackim napisał broszurę: – O Towarzystwie Wzajemnej Pomocy (Paryż 1833). Towarzystwo to przyczyniło się do otwarcia szkoły wojskowej w Paryżu, szkoły dla dzieci polskich w Batignolles, Nancy i w Orleanie oraz od 1838 r. Bibliotekę Polską w Paryżu. Był członkiem Tow. Literackiego i Komitetu Ziem Ruskich. Działał przejściowo w lelewelowskim Komitecie Narodowym Polskim, wszedł też do Komitetu Narodowego Emigracji Polskiej pod prezydencją gen. Dwernickiego (od października 1832 do marca 1834). Rozwiązujący się Komitet ustanowił w 1834 r., na wniosek Aleksandra Jełowickiego, Komisję Funduszów Emigracyjnych. Od początku był czynnym członkiem Tow. Literackiego, a 3 maja 1835 r. wybrany jego sekretarzem.
Kilka miesięcy 1833 r. spędził w Szwajcarii, zrobił wycieczkę na Mont Blanc. W roku 1834 spędził kilkanaście dni w Auxerre, gdzie widywał się z uwielbianym Mochnackim. Jeszcze w 1833, został mecenasem A. Mickiewicza. Zakupił nakład (2.000 egz.) jego Poezyi t. IV, wydanych w Paryżu w 1832 r. i wydał własnym kosztem Dziadów cz. III (1833), Pana Tadeusza (1834), Księgi Pielgrzymstwa (1834).

## Działalność wydawnicza

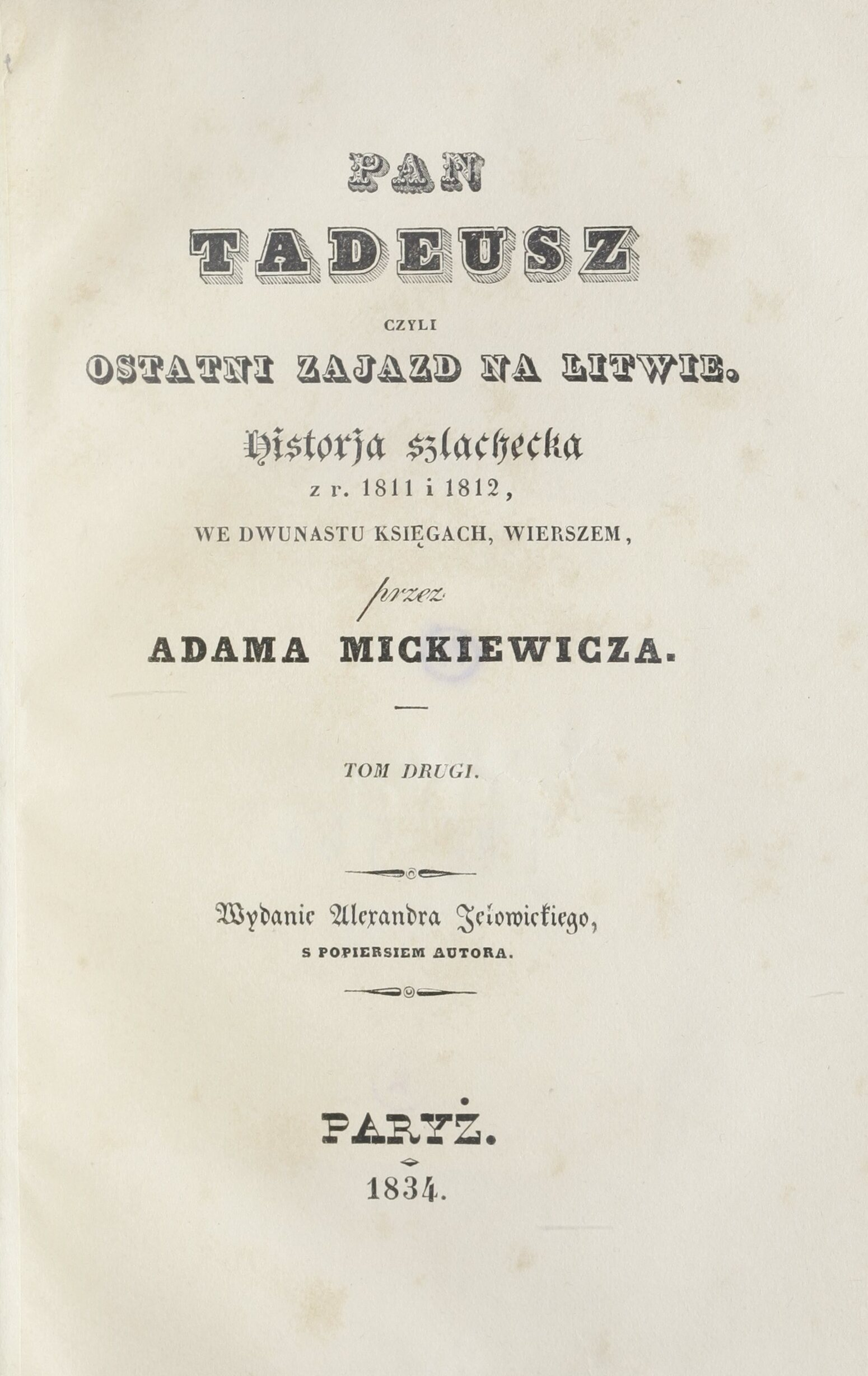
Pan Tadeusz w wydaniu A. Jełowickiego, Paryż

W lipcu 1835 roku zawiązała się spółka w osobach Aleksandra Jełowickiego, Eustachego Januszkiewicza i Stefana Dembowskiego, która założyła Drukarnię i Księgarnię Polską w Paryżu pod firmą Jełowicki i S-ka. Wydarzenie to uczczono „wielkim obiadem drukarsko–autorskim”, z okolicznościową deklamacją Goreckiego. Jełowicki i Januszkiewicz, zawierając umowę na trzy lata, wnieśli kapitał zakładowy po 15 000 franków, a ponadto Jełowicki jako depozyt swoje publikacje. Wkład Dembowskiego, zaprzyjaźnionego z Jełowickim krakowianina, majora z zakładu w Auxerre – wynosił 6.000 franków. Trzeci udziałowiec zmarł zresztą wkrótce z „pomieszania zmysłów”. Obszerny lokal Księgarni na rogu ulicy de Seine i Marais Saint – Germain był miejscem spotkań z przybyszami z Polski. W pokoju biura: „na tych ławeczkach wąziutkich” zasiadali literaci, znajomi i tam formowały się sądy o nowo wydanych książkach i rozchodziły się po emigracji i kraju. W tymże samym domu na antresoli znajdowały się również gościnne mieszkania prywatne Januszkiewicza i braci Jełowickich (Aleksandra i Edwarda). Księgarnia w ciągu niespełna pięciu lat odbiła 598.044 arkuszy, w tym 32 dzieła nakładem Księgarni w ilości 408.145 ark., co czyni około 105 arkuszy rocznie. Jełowicki wydał niektóre dzieła J. Słowackiego, Z. Krasińskiego, J. U. Niemcewicza, K. Brodzińskiego, S. Witwickiego, W. Pola, A. Goreckiego, M. Mochnackiego, J. Lelewela, H. Rzewuskiego, Feliksa Wrotnowskiego, M. Czajkowskiego, K. Hoffmanowej, I. Krasickiego i innych. W swojej oraz w innych drukarniach, wydrukował szereg własnych broszur i pism ulotnych, polemicznych, nie rejestrowanych częściowo, nawet przez Estreichera. Do najważniejszych zaliczyć trzeba dwukrotne wydanie broszury pt. O powstaniu (pisanej pod wpływem M. Mochnackiego), ocenionej bardzo wysoko przez Lelewela i teoretyków wojskowości. Oprócz tego redagował i wydawał w zeszytach Rocznik Emigracji Polskiej, pismo polityce i literaturze poświęcone (Paryż 1836, numerów 42), a po jego zawieszeniu, już w następnym roku Wiadomości Krajowe i Emigracyjne, pismo historyczno-literackie (od lutego do grudnia 1837 wyszło 36 numerów).

### Działacz emigracyjny
W latach 1838–1840 wydawał i redagował 3 roczniki Kalendarza Pielgrzymstwa Polskiego. Był również współpracownikiem Souvenirs de la Pologne, historiques, statistiques, et litteraires (1833 – 4 wyszło w Paryżu 14 numerów tego pisma); współpracownikiem Compte-rendu de la Societe des Etudes został w 1839 r. Poza tym pisywał m.in. do Kroniki Emigracji Polskiej (Paryż 1834–1835), Nowej Polski (1837–1839), Młodej Polski (1838–1839) oraz do Trzeciego Maja (1834). W kraju publikował wyłącznie w prasie konserwatywnej, jak w Przeglądzie Poznańskim, Tygodniku Katolickim (Grodzisk 1863), Przeglądzie Lwowskim (1875) i Czasie (1876). Do jego publicystyki należą, oprócz broszur z lat 1832–1835, anonimowe artykuły polityczne pt. – Listy do rodaków przez demokratę (Paryż 1848), wyjaśniające pojęcie wolności i demokracji ze stanowiska katolickiego. W Paryżu przebywał stale wśród poetów, muzyków, aktorów, malarzy i wielu znanych ludzi. M.in. ustalał program i dobierał aktorów w Operze Włoskiej (przyjaźnił się wtedy z G.B. Rubinim). Pozostawał w bliskich stosunkach z Piotrem Michałowskim, który rysował Jełowickiemu jego ulubione konie. Po śmierci malarza wygłosił mowę pogrzebową.
22 lipca 1834 r. Aleksander Jełowicki „député polonais, demeurant Avenue de Neuilly No 23”, był świadkiem na ślubie A. Mickiewicza i Celiny Szymanowskiej.

### Pojedynki
W listopadzie 1834 r. wyzwany został na pojedynek przez Józefata Bolesława Ostrowskiego, paszkwilanta. ... Pojedynkiem tym zajął się cały tutejszy świat, wszystkie nasze wielkie osobistości ... i doprowadzono rzeczy po przyjacielsku. Cała ta sprawa umocniła tylko moje stanowisko ... przygotowywałem się już na śmierć, odbyłem ostatnią spowiedź, napisałem testament, myśl moja wpatrywała się już w ciemność...
Na skutek polemik prasowych, dwukrotnie miał się też pojedynkować z kpt. Anastazym Duninem: w 1834 r., a następnie 31 października 1835 r: ...Dziś Jełowicki ma strzelać się z Duninem [Anastazym]. Kontynuują się zabiegi pogodzenia drugiego pojedynku między Duninem a Jełowickim, ufam, że się także skończy na niczym... W ramach polemik ukazuje się Jana Ledóchowskiego: „Kilka słów na słów kilka przez Aleksandra Jełowickiego”, Paryż 1834. W lutym 1835 r. wspomina, iż nie myśli o ślubie z Różą Mostowską, której jedyną wadą jest to, że kwitnie już od pewnego czasu, a w listopadzie 1836.: – „... Są w Paryżu dwie panny, z którymi zdecydowałbym się ożenić, a nie żenię się ani z jedną, ani z drugą, ponieważ jest ich dwie. Panna Hortensja Małachowska i panna Róża Mostowska (córka ministra spraw wewnętrznych Księstwa Warszawskiego), dwie doskonałe istoty...”.

## Podróże
Latem 1835 r. odbył wycieczkę do Anglii, i po raz pierwszy jechał koleją, na trasie z Liverpoolu do Manchesteru. W następnym roku odbył wycieczkę w Pireneje. W roku 1837 spotkał się z matką, młodszą siostrą (Marią, późniejszą Feliksową Jukowską) i bratem poza Paryżem, przy czym odprowadził matkę i siostrę aż do granicy Czech. W 1838 spędził sześć tygodni w Bad Alexandersbad w Bawarii, gdzie pisał częściowo swe wspomnienia (Moje wspomnienia; t. 1-2 Paryż 1839); miały one 6 wydań. Dopełnieniem ich są Listy A. J-ego do K. Chodkiewiczowej, opracowane przez F. Germana, wyd. Warszawa 1964 r.

## Kapłaństwo

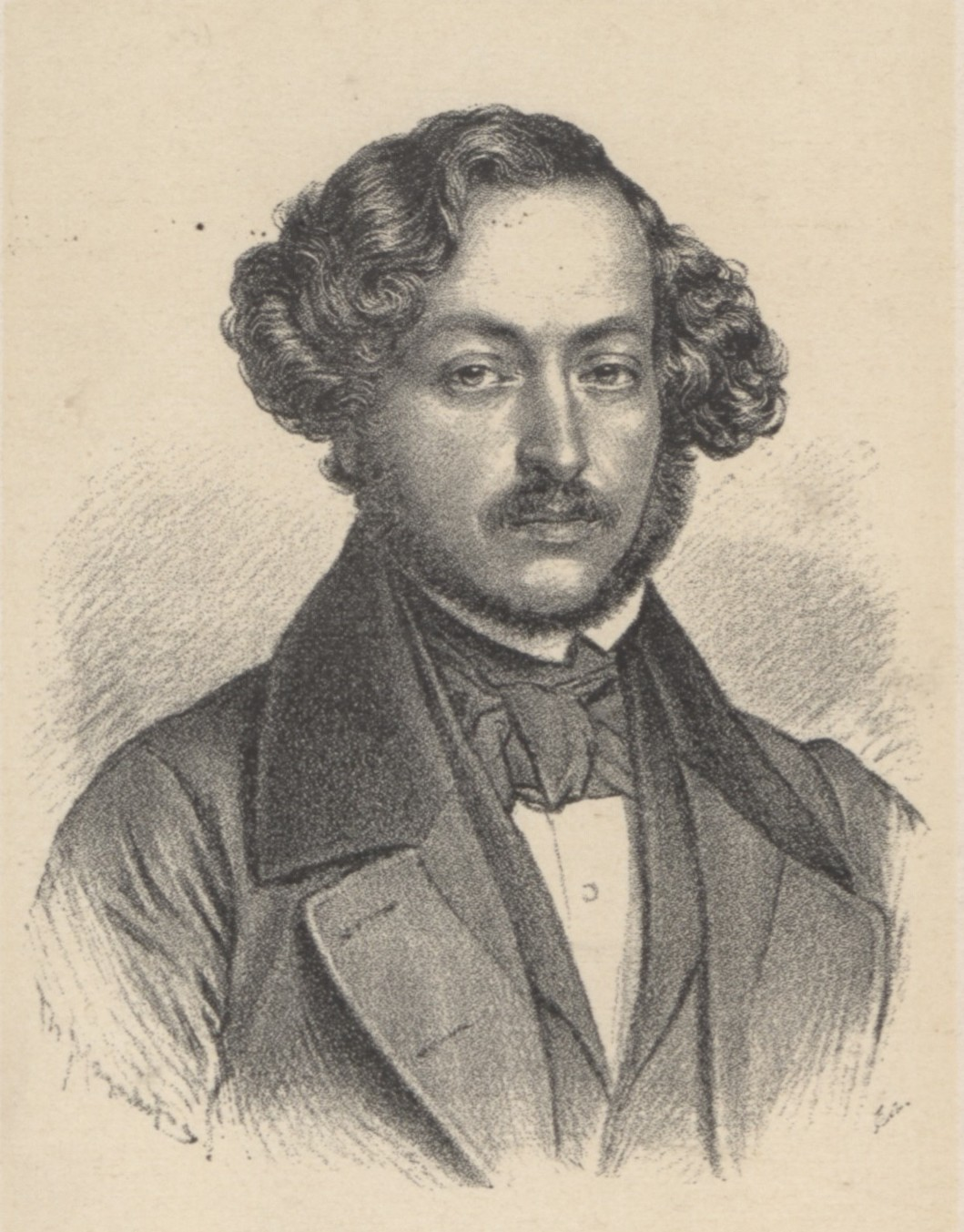
Aleksander Jełowicki na litografii Theodora Mayerhofera

W końcu 1838 wstąpił do seminarium św. Stanisława Kostki w Paryżu, a następnie do seminarium w Wersalu. W 1839 r. zatrudnił w swej księgarni Karola Królikowskiego, działacza i pisarza Wielkiej Emigracji. 1 października 1839 r. sprzedał Księgarnię i Drukarnię Polską Juliuszowi Marylskiemu. Święcenia kapłańskie otrzymał w Wersalu 18 grudnia 1841 r., z rąk miejscowego biskupa Blanquart de Bailleul. Następnie pracował jako wikary w Auteuil i w Saint-Cloud. Na przełomie lat 1841/1842 r. abp Dunin – Sulgustowski zabiegał przez Jełowickiego o sprowadzenie do Wielkopolski zmartwychwstańców. Rozpoczęły się polemiki na temat Towiańskiego. W tym czasie A. Mickiewicz napisał do gen. Skrzyneckiego, 7 czerwca 1842 r.: „...Znasz osobiście Jełowickiego i nie wiem, czyś od niego co skorzystał, znasz Andrzeja Towiańskiego, od którego powiadasz, żeś wiele skorzystał i Jełowickiego robisz sędzią Andrzeja, jak niegdyś Sejm nasz zrobił deputatów i tegoż Jełowickiego sędzią twoich planów wojennych! więc kto ma urząd, ma już ducha z urzędu...”. Na jesieni 1842 r. wyjechał, z polecenia arcybiskupa poznańskiego M. Dunina, do Rzymu w celu złożenia papieżowi sprawozdania o stanie Kościoła w kraju.

### Poeta i tłumacz
Jako pisarz religijny dał szereg tłumaczeń dzieł obcych: (O naśladowaniu Chrystusa Tomasza à Kempis; Ćwiczenia duchowne Loyoli; Rok chrystusowy M. Awancin i inne). Z twórczości oryginalnej opublikował m.in.: Wianek duchowny; Książka do nabożeństwa; Miesiąc Maryi; Listy duchowne. W 1843 przetłumaczył „Les paroles d’un Croyant”, ks. Lammenais.: – „... Sądziłem, że przez to zrobię wielką przysługę narodowi i z pomocą Maurycego Mochnackiego przetłumaczyłem ... na polski język”.

### Wstąpienie do zakonu zmartwychwstańców
W roku następnym wstąpił do świeżo założonego polskiego Zgromadzenia Zmartwychwstańców. Wraz z ks. J. Hube, sprzeciwiał się utworzeniu proponowanej przez Semenenkę, żeńskiej gałęzi Zgromadzenia, a sytuacja zaostrzyła się gdy do Paryża przybyła osławiona Makryna Mieczysławska, popierana przez Jełowickiego. Ks. Piotr Semenenko usiłował usunąć ze Zgromadzenia nowicjusza Jełowickiego, co się nie udało wskutek sprzeciwu większości braci.

### Roztargi z „Matką Makryną”

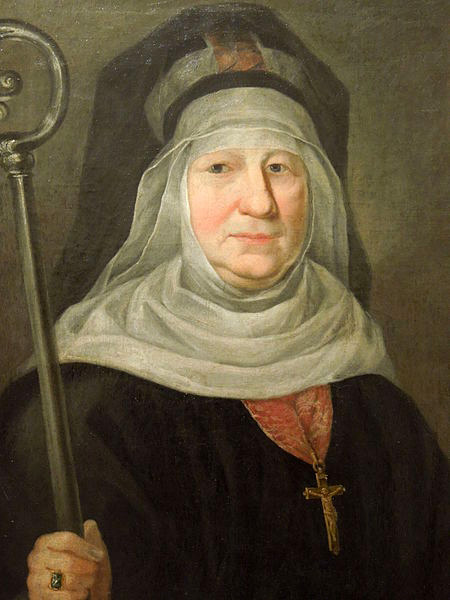
Portret Makryny Mieczysławskiej

W 1844. wyjechał do Paryża, gdzie pełnił przez długie lata, do 1876 r., funkcję przełożonego Polskiej Misji przy kościele św. Rocha; od 1849 w kościele l’ Assomption. Jako przełożony Misji, zajmował się Makryną Mieczysławską (a właściwie niejaką Wińczową z Litwy, jak to udowodnił ks. prof. Urban), domniemaną ksienią bazylianek z Mińska, której przejścia w kaźni carskiej, miały posłużyć jako narzędzie propagandy antyrosyjskiej na zachodzie, a w szczególności w Rzymie. W październiku 1845 r. towarzyszył jej do Rzymu i pomógł w założeniu klasztoru bazylianek w Rzymie. Osoba Mieczysławskiej od początku budziła wiele kontrowersji. Według ks. Mikoszewskiego, nienawidzącego zmartwychwstańców:
Wymyśloną historią siostry Makryny, bazylianki, której cierpienia opisywał o. Aleksander w żywych kolorach wobec całego świata katolickiego, ojcowie [zmartwychwstańcy] ich zdobyli wielkie pieniądze. Przy podziale łupu zaszła wielka niezgoda między siostrą a ojcami... mniemana siostra Makryna, która w Rzymie 1869 roku umarła, której biografię pisał ksiądz Aleksander Jełowicki, wcale nią nie była [ksienią bazylianek z Litwy]. Na jej miejsce podstawiono inną osobę, jak to, będąc w Rzymie, słyszałem od wtajemniczonej. Według wieści zasługujących na wiarę, miała o. Aleksandra w twarz uderzyć. Burzę jednak zażegnano...

### „Kapelan” artystów
Pojmując katolicyzm w duchu ultrakonserwatywnym, toczył walkę z obozem skrajnych demokratów i tendencjami rewolucyjno-powstańczymi emigracji. Stąd nieprzychylny stosunek do spisku ks. Ściegiennego i rewolucji krakowskiej 1846 r. Prowadził nadal gwałtowną polemikę z towiańczykami. W marcu 1848 r., w Rzymie spowiadał Mickiewicza, ale daremnie starał się go nagiąć do wyrzeczenia się nauki Towiańskiego. W burzliwych obradach rzymskich w sprawie tworzącego się legionu, Aleksander Jełowicki usiłował narzucić ideowe kierownictwo zmartwychwstańców, nie zdołał również przeforsować swego brata Edwarda, pułkownika 1831 r. na dowódcę mającej powstać formacji. Na przełomie lat 1848–1849, po śmierci brata Edwarda, odziedziczył majątki w Algierii, do których rościł pretensje zakon oo. zmartwychwstańców, jako że spadkobiercą był członek ich zakonu.
W październiku 1849 r. spowiadał i nawrócił przed śmiercią Fryderyka Chopina: tego od lat jego dziecinnych przyjaciela mego, a ostatnie chwile Chopina opisał w liście do Xawery Grocholskiej 21 października 1849 r. List ten stał się później podstawą do wielu polemik, na temat ostatnich chwil kompozytora. W latach 1850–1861 przebywał głównie we Francji (Paryż), poświęcając się pracy duszpasterskiej oraz zbieraniu funduszy na budowę kościoła polskiego w Paryżu, przekazanych po roku 1863 na Papieskie Kolegium Polskie w Rzymie. Polemiki na temat jego działalności toczył z nim w okresie 1857–1861 Antoni Gorecki.

### Dalsze bitwy
W czasie wojny krymskiej, interesował się dywizją gen. W. Zamoyskiego w Turcji. Przed kwietniem 1859 r. spotkał się z bratem Eustachym i bratową, Marią, z Kossowskich.
W okresie poprzedzającym powstanie styczniowe był przeciwny demonstracjom religijno-patriotycznym (szczególnie tym, które odbywały się w kościołach lub z udziałem księży). Mimo to, po wybuchu powstania styczniowego opowiedział się po jego stronie i krytykował słynny list ks. H. Kajsiewicza o księżach grzesznie spiskujących. Wygłaszał wówczas patriotyczne kazania sprzeczne z poglądami przełożonych Zgromadzenia (Dwa kazania narodowe. Pierwsze miane, w początkach powstania narodowego, drugie przy poświęceniu chorągwi polskich, a przy tem trzy listy do Ojca św. w rzeczy Kościoła i Polski i łaskawe J. Świątobliwości odpowiedzi, Paryż 1863. Pisał też wówczas wiersze powstańcze, popularne w kraju. Broniąc powstania od zarzutów rewolucyjności, mazzinizmu, trzeźwo spoglądał na rozwój sytuacji i absencję wyższego duchowieństwa w ruchu narodowym uważał za pogrzebanie go w opinii społecznej. Wziął też udział w 1863, w kongresie katolickim w Malines, na którym poruszano sprawę polską. Na rzecz powstania współpracował z C. Norwidem, po upadku powstania uznał je za narodową i religijną klęskę. Po powstaniu działał przeważnie na polu wyznaniowym i filantropijnym, ale w rocznice narodowe głosił i publikował kazania.

### Kwestie kościelne i inne
Mało oceniona do dzisiaj działalność zmartwychwstańców, poza nielicznymi szkicami, powoduje iż ówczesne opinie nie są obiektywnie zweryfikowane. Przytoczony fragment [ok. 1865] poniżej pochodzi od księdza, aktywnego działacza kolejnego pokolenia, po powstaniu 1863 roku:
... Żeby od [zmartwychwstańców wydobyć trochę grosza] ci nieproszeni opiekunowie, zbierający składki na korzyść biednych emigrantów, pod [najtrudniejszymi] warunkami udzielali im mizerną pomoc. Żeby od nich wydobyć parę franków trzeba było chodzić do ich kościoła i odbyć przymusową spowiedź. Wielu też jak mi mówili, nie bez walki wewnętrznej, lecz głodem przymuszeni przystępowali do konfesjonału o. Jełowickiego, by zdobyć kilka franków... Ja sam, pomimo że miałem moje papiery duchowne w porządku i paszport nuncjusza z Wiednia, nie otrzymałem w konsystorzu paryskim pozwolenia odbywania obowiązków kapłańskich, dopóki nie przedstawiłem świadectwa od o. Jełowickiego. Rozmowa z nim była cierpka... A tak, jako świadectwo to nie było bardzo pochlebne dla mnie, to konsystorz arcybiskupstwa wydał mi tylko pozwolenie odbywania obowiązków kapłańskich na 15 dni...
Za pośrednictwem Aleksandra – Wacław Mańkowski, brat Jana z Sahinki wspomógł emigrantów i emigrację we Francji. 27 czerwca 1865 r. agent carski, Julian Bałaszewicz – Potocki rozpoczął kolejną swoją prowokację, skierowaną tym razem głównie przeciw ks. Jełowickiemu. W korespondencji z Richmond wydrukowanej w „Wytrwałości” nr 35, zarzucił ks. Jełowickiemu maltretowanie siostry Ludwika Narbutta, bohatera powstania styczniowego na Litwie. Miano ją trzymać przez osiem dni o chlebie i wodzie, co spowodowało nawet interwencję hr. Działyńskiej, córki ks. Adama Czartoryskiego. Zawrzało po artykule w całej emigracji. W ciągu miesiąca napłynęło do redakcji 167 podpisów z protestami. Protesty i to zbiorowe napływały z Londynu, Nancy, Zurychu, Solury, Monachium. Bałaszewicz w efekcie uzyskał swój cel: skłócił pisma emigracyjne, zaatakował kolejny raz ks. Aleksandra i zmartwychwstańców, ale też i po 1881 zaczęto o nim pisać jako o agencie ochrany; na parę lat przestał występować publicznie w środowisku emigracyjnym.
(1870)  ... W czasie wojny francusko-niemieckiej stary żołnierz powstańczy postarał się o funkcję kapelana i w oblężonym Paryżu zaopatrywał rannych i chorych żołnierzy, pomagając także ludności obcych wyznań... Zmarł w czasie pobytu w Rzymie w kwietniu 1877.